# Isla Wallis
La isla Wallis (en francés: île Wallis), también conocida como ʻUvea, es una isla en el océano Pacífico que pertenece a la colectividad francesa de ultramar (colectividad d'outre-mer o COM) de Wallis y Futuna.
Tiene una superficie de 96 km² en total, si se incluyen las islas adyacentes.

## Historia
Las excavaciones arqueológicas han identificado sitios en Wallis que datan del 1400 a. C.
Formó parte del imperio marítimo de Tonga durante todo el periodo comprendido entre los siglos XIII y XVI. En esa época, la influencia de los Tui Tonga había disminuido tanto que Uvea se convirtió importante en sí misma. Varios de los títulos actuales de alto rango de Tonga, al igual que Halaevalu, se originaron de su descendencia de Uvea. Una gran canoa legendaria, el Lomipeau, fue construida en la isla como una donación a la Tui Tonga. La gran fortaleza Talietumu, cerca de Lotoalahi, en Mua, fue el último reducto de los habitantes de Tonga hasta que fueron derrotados. Las ruinas del lugar siguen siendo una atracción turística.

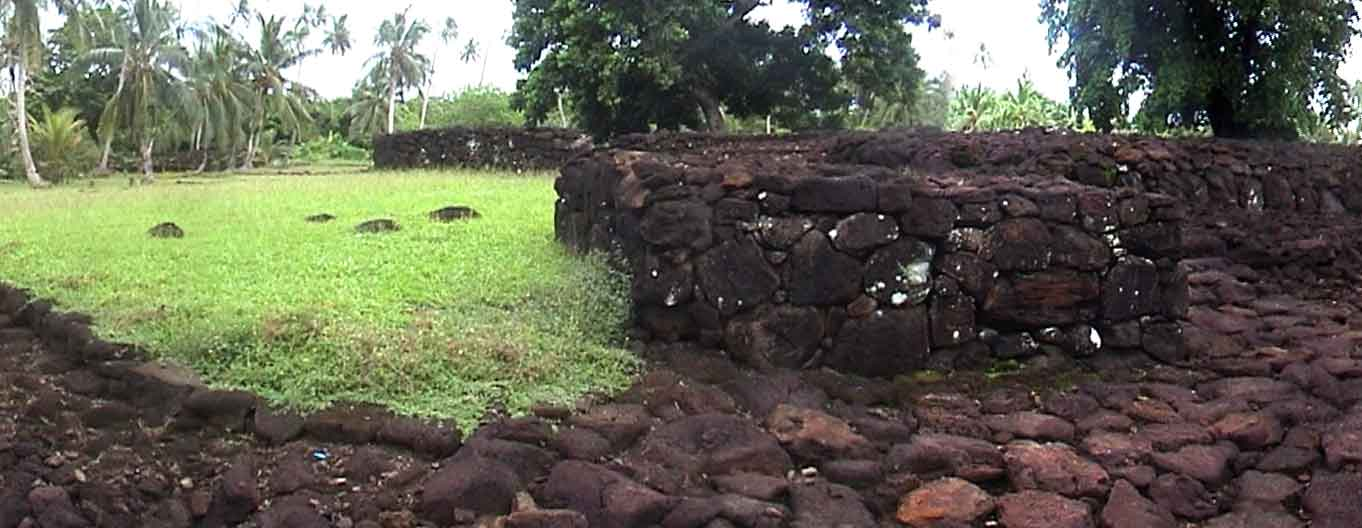
Ruinas de la fortaleza de Talietumu

La isla pasó a llamarse Wallis después de que un navegador de Cornualles, el capitán Samuel Wallis, la descubrió mientras navegaba en el HMS Delfín, el 16 de agosto de 1767, a raíz de su descubrimiento de Tahití. En 1886, se convirtió en un protectorado francés.

## Geografía
La isla principal tiene una superficie de 77,5 km² y una circunferencia de cerca de 50 km. Su punto más alto es el Monte Lulu Fakahega (131 metros). También hay un puñado de grandes lagos, un signo del origen volcánico de las islas; los círculos de algunos de ellos son casi perfectos y rectos, con paredes verticales, como el lago Lalolalo.
Uvea o Wallis se encuentra a 240 km al noreste de las islas de Futuna y Alofi. Junto con unas 15 islas más pequeñas que la rodean, en su gran barrera de arrecifes, forma el archipiélago de Wallis, de unos 96 km². Wallis tiene un suelo volcánico fértil y la lluvia suficiente como para permitir que la agricultura de subsistencia prospere.

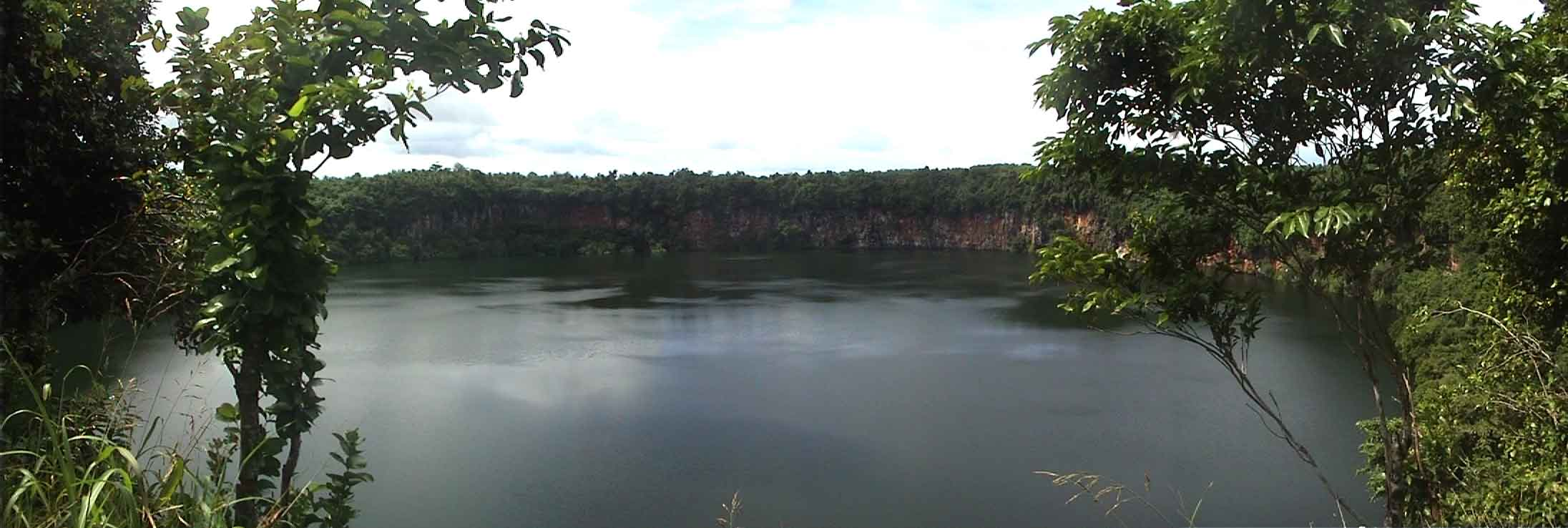
Lago Lalolalo

## Demografía
La población de la isla en 2003 fue de 10 071 (el 67 % de la población del territorio). La mayoría de los habitantes hablan uveano (o wallisiano) como su lengua materna. Casi todos son cristianos católicos, y hay numerosos edificios religiosos en la isla.

## Administración
La isla es uno de los tres reinos tradicionales de Wallis y Futuna; las otras dos son Alo y Sigave, en las islas Hoorn (Islas Futuna). Su capital, Matāutu, situada en la costa oriental, es también la capital de todo el territorio de Wallis y Futuna.
En Wallis, el rey de Uvea (llamado lavelua) es la cabeza de la jerarquía local. Está asistido por un primer ministro (kivalu) y cinco ministros. A propuesta de la población, 3 jefes de distrito (faipule) tienen autoridad sobre los líderes de 21 aldeas reconocidos por la población. Los líderes de aldea son aclamados o retirados durante las juntas generales del pueblo (fono), celebradas los domingo usando una caja común (fale fono).
El reino se divide en tres distritos que se enumeran de norte a sur:
| Distrito (significado) | Capital         | Área (km²) | Población Censo 2003 | Villas |
| ---------------------- | --------------- | ---------- | -------------------- | ------ |
| Hihifo (occidente)     | Vaitupu         | 23,4       | 2 422                | 5      |
| Hahake (este)          | Mata-Utu        | 27,8       | 3 950                | 6      |
| Mu'a (primero)         | Mala'efo'ou (1) | 26,3       | 3 699                | 12     |
| 'Uvea (Wallis)         | Mata-Utu        | 77,5       | 10 071               | 23     |

(1) Antes llamado Mua.